# Yubiwa
«Yubiwa» (指輪 Anillo?) es el sexto sencillo de la cantante japonesa Maaya Sakamoto.

## Detalles
Fue lanzado al mercado el día 21 de junio del 2000 bajo el sello Victor Entertainment Japan. La canción principal fue utilizado como tema de cierre o ending theme de la película de anime de La visión de Escaflowne, conocida en Japón como Gekijuuban Escaflowne, y en inglés como Escaflowne: A Girl in Gaia. La canción también es el tema principal interpretado por la protagonista de esta serie animada, Hitomi Kanzaki, de quién Sakamoto hace de seiyū. La canción es una balada con elementos R&B, la cual habla sobre una pareja de enamorados y la promesa que hacen al separarse.
Hay numerosas y variadas versiones de Yubiwa, incluida una versión acústica, una versión especial para la película, una versión en inglés titulada You're Not Alone, y también la más reciente, un re-arreglo incluido en la compilación de sencillos del 2003 Nikopachi.

## Canciones
1. «Yubiwa» -single ver.- (指輪-single ver.-?)
2. «Vector» (ベクトル?)
3. «Yubiwa» -single ver.- (指輪-single ver.-?) (without maaya)
4. «Vector» (ベクトル?) (without maaya)

- Datos: Q2257180